# Sedam žalosti Blažene Djevice Marije
Sedam žalosti Blažene Djevice Marije ili Sedam Marijinih žalosti, katolička je molitvena marijanska pobožnost kojoj je, prema Crkvenoj predaji i bogoslužju, posvećen mjesec rujan i svetkovina Gospe Žalosne. Motiv Gospe Žalosne, poznatiji pod latinskim nazivom Mater Dolorosa, jedan je od najprepoznatljivijih i najučestalijih u kršćanskoj, a napose marijanskoj umjetnosti. Marijine žalosti, sadržane u knjižici Objave sv. Brigite, odobrio je papa Klement XII. Broj sedam nije doslovan, nego je u biblijskoj simbologiji oznaka mnoštva.
Sedam Marijinih žalosti jesu:
1. Proroštvo starca Šimuna na Isusovu prikazanju u Hramu: »Mač boli probost će tvoju dušu« (Lk 2,33).
2. Bijeg u Egipat: »Uzmi dijete i majku njegovu, pa bježi u Egipat« (Mt 2,13).
3. Traženje Isusa u Hramu: »Dijete moje, zašto si nam to učinio? Otac i ja s bolom smo te tražili« (Lk 2,48).
4. Susret Marije i Isusa na Isusovom križnom putu (Lk 23,27).
5. Marija pod Križem: »Kod Isusova križa stajahu njegova majka i sestra njegove majke« (Iv 19,25).
6. Polaganje preminulog Kristovog tijela u Marijino krilo: »Gledat će onoga koga su proboli« (Iv 19,37).
7. Marijine suze pri Isusovu ukopu (Lk 23,55).

Svojevrsno proroštvo, predskazanje Marijine patnje, ali i njezinu ulogu u povijesti spasenja (Marija kao »nova Eva«) donosi starozavjetna Knjiga o Juditi (13,22–25): 
| „ | Blagoslovljena bila, kćeri, od Boga Svevišnjega više od svih drugih žena na zemlji! Blagoslovljen Gospod Bog, stvoritelj neba i zemlje, koji te vodio da odsiječeš glavu vođi neprijatelja naših! Jer tvoje pouzdanje neće biti izbrisano iz srdaca ljudi nego će se oni dovijeka sjećati Božje moći. Neka Bog učini da to bude na tvoju vječnu diku i neka te nagradi svakim dobrom, jer kad bi ponižen naš rod, nisi štedjela života svoga, nego si spriječila našu propast živeći pravedno pred našim Bogom! | ” |
|   | |   |

BDM je sv. Brigiti dala i sedam obećanja onima koji svakodnevno razmatraju njezine žalosti, popraćene molitvom Zdravo Marijo.
1. Podarit ću mir njihovim obiteljima.
2. Dobit će prosvjetljenje o Božjim otajstvima.
3. Tješit ću ih u njihovim bolima i pratit ću ih u njihovu radu.
4. Dat ću im koliko god traže, dokle god to nije u suprotnosti s predivnom voljom mog Božanskog Sina ili s posvećenjem njihovih duša.
5. Branit ću ih u njihovim duhovnim bitkama s paklenim neprijateljem i štitit ću ih u svakom trenutku njihova života.
6. Vidljivo ću im pomoći u trenutku njihove smrti; vidjet će lice svoje Majke.
7. Pribavila sam od svoga Božanskog Sina milost da oni koji šire ovu pobožnost mojim suzama i bolima budu uzeti ravno iz ovog zemaljskog života u vječnu sreću jer će svi njihovi grijesi biti oprošteni, a moj će im Sin biti vječna utjeha i radost.